# Glynis Nunn
Glynis Leanne Nunn-Cearns (dekliški priimek Saunders, poročena Nunn), avstralska atletinja, * 4. december 1960, Toowoomba, Avstralija.
Nastopila je na poletnih olimpijskih igrah leta 1984, kjer je osvojila prvi naslov olimpijske prvakinje v sedmeroboju, peto mesto v teku na 100 m z ovirami in sedmo mesto v skoku v daljino.